# Стоян Ставру
Стоян Ставру е български юрист и философ.
Доктор по гражданско и семейно право (2009, СУ „Св. Климент Охридски“, с тема на дисертацията „Правна същност на сервитутните права според българското законодателство“) и доктор по съвременна философия (2015, СУ „Св. Климент Охридски“, с тема на дисертацията: „Човешкото тяло между въплътеността и конвенцията. Съвременни перспективи“). Доктор на философските науки (2021, Българска академия на науките, с тема на дисертацията "Морални измерения на собствеността в екологически контекст (към обосноваване на една “проприетарна” екология"). Преподавател по „Биоправо“ (първият в България) и „Медицинско право“ в СУ „Св. Климент Охридски“ (от 2010), в Нов български университет (2008-2020) и в Пловдивския университет "Паисий Хилендарски" (от 2019).
Автор на първата книга (в два тома) по биоправо в България „Видения в Кутията на Пандора. Биоправо“ (2014). Сред първите юристи, говорили в българското обществено и медийно пространство по въпросите за медико-правния статут на заченатия, за смисъла и опасностите при заместващото майчинство, за необходимостта от хуманното третиране (погребване) на мъртвородените деца, за палиативните грижи като алтернатива на евтаназията, за правния статут на мъртвите човешки тела и др.

## Биография
През 2002 г. завършва Софийския университет „Св. Климент Охридски“, специалност „Право“ със златна диплома. През 2009 г., отново в СУ „Св. Климент Охридски“ като редовен докторант защитава докторска теза по темата: „Правна същност на сервитутните права според българското законодателство“. Автор в областта на гражданското и по-специално: вещното и наследственото право. През лятото на 2015 г. защитава докторска теза по философия на тема „Човешкото тяло между въплътеността и конвенцията. Съвременни перспективи“.
От 2010 г. е основател, основен автор и редактор на Професионален сайт „Предизвикай правото!“ (ChallengingTheLaw.com), поставящ си за цел да обедини тези, които търсят отговорите на „екстравагантните“ и „екзотични“ въпроси в правото.
От 2010 г. е съучредител във Фондация за развитие на правосъдието, част от чиито цели са: подкрепата и стимулиране за развитие на законодателство, адекватно на социалните потребности, и насърчаване на правната информираност и на правната култура в българското общество.
От 2009 г. участва в изготвянето и редактирането на различни законопроекти в областта на медицинското и биоправо, сред които: Законопроект за правата на пациента, Законопроект за изменение на четири закона във връзка с уредбата на заместващото майчинство, Законопроект за изменение на Закона за гражданската регистрация за допускане на възможността за погребване на мъртвородени деца и др.
Активен участник и организатор на дискусии относно етичните и юридически регулации, следващи от биологичността на човека като морален и правен субект. Заедно с Център за култура и дебати „Червената къща“ организира цикъл от 18 дискусии по биоетика и биоправо през 2012 – 2014 г.
През 2013 г. е организатор на първата в България Национална конференция по биоетика и биоправо „Тяло и достойнство“. През следващите години организира поредни национални конференции по биоетика и биоправо, както следва: „Етични и правни граници на медицинската грижа“ (2014), „Човекът в биоетичните и биоправните регулации“ (2015), „Биоетика и биоправо – модерни практики и политики на бъдещето“ (2016),  „Моделиране на живота: биоетични и биоправни хоризонти на съвременната медицина и технологии“ (2017), „Тяло и права“ (2018), „Норми и предизвикателства“ (2019), „Живот и регулации“ (2020), „Живот и кризи“ (2021), „Живот и/или технологии“ (2022).
В периода 2015 – 2016 г. е автор на 23 радиопредавания, обединени в рубриката „Правото в ерата на свърхтехнологиите“, излъчени в ефира на „Хоризонт“ на Българското национално радио с водещ Ирина Недева.
От 2015 г. е редактор на поредицата от книги „Предизвикай правото!“, ИК Сиела, като част от която до края на 2022 г. са издадени 20 книги Архив на оригинала от 2017-01-31 в Wayback Machine. Редактор е и на поредицата "Предизвикай: Съдебната практика!", която се издава също от ИК Сиела.
От 2017 г. заедно с Рацио Архив на оригинала от 2023-05-25 в Wayback Machine. организира поредица от събития на живо (5 събития), аудио и видео подкасти (над 130) под общото наименование "Вокс нихили. Шепоти от бъдещето!", в което се дискутират различни философски, етичеки и правни теми.
От 2021 г. е ръководител на секция "Етически изследвания" в Българската академия на науките, където от 2023 г. е професор с основно тематично поле на работа "Етика и регулации".
От 2022 г. е главен редактор на експертна правна система Лексебра, която представя практиката на Върховния касационен съд и Върховния административен съд.

## Сайт „Предизвикай правото!“
Сайтът "Предизвикай правото!" ChallengingTheLaw е създаден от Стоян Ставру през 2010 г., за да отговори на нуждата от качествена юридическа информация в он лайн пространството.
Самият сайт се дефинира като "професионален правен сайт (ISSN 1314 – 7854), фокусиран върху „трудните“ въпроси в правото – въпросите без отговор и въпросите с няколко верни отговора. Той е предназначен за професионалистите юристи и за всеки, който притежава смелостта да задава трудните въпроси".
В сайта се публикуват 2 основни вида материали:
- дискусионни юридически въпроси от ежедневната практика – въпроси, които предизвикват правото на „микрониво“, и
- по-екзотични юридически теми, свързани с развитието на правото – въпроси, които изискват генерирането на нови законодателни разрешения на „макрониво“.

Към 2023 г. Професионален сайт "Предизвикай правото!„ е публикувал над 900 статии от над 80 различни автори. В редакционната колегия на сайта са Румен Неков, Делян Недев, Васил Петров, Димитър Топузов и Стефан Тихолов.
В периода 2015 – 2021 г. Професионален сайт “Предизвикай правото!" организира няколко седем национални конференции по право: „Предизвикай: Изпълнителния процес!“ (2015), „Предизвикай: Давността!“ (2016), „Предизвикай: Несъстоятелността!“ (2017), „Предизвикай: Неоснователното обогатяване!“ (2018), „Предизвикай: Вписванията!“ (2019), „Предизвикай: Непозволеното увреждане!“ (2020), „Предизвикай: Особените искови производства!“ (2021).
Автор е на много книги и статии.